# Linia kolejowa Vacha – Hilders
Linia kolejowa Vacha – Hilders – dawna jednotorowa i niezelektryfikowana lokalna linia kolejowa w kraju związkowym Turyngia i Hesja, w Niemczech. Łączyła miejscowości Vacha i Hilders.